# Désert du Namib
Le désert du Namib ou erg du Namib est un désert côtier chaud, situé dans le sud-ouest de la Namibie. Il est considéré comme le plus vieux désert du monde, car soumis à des conditions arides ou semi-arides depuis au moins 55 millions d'années.
Les conditions désertiques qui y règnent sont la conséquence du courant marin froid de Benguela d'origine antarctique, qui refroidit les masses d'air océanique au large des côtes de Namibie. Lorsque ces masses d'air parviennent au-dessus des terres continentales plus chaudes, elles se réchauffent et se dilatent, ce qui les empêche de libérer l'humidité qu'elles contiennent sous forme de pluie. Cependant, on estime que ces brouillards déposent entre 1 et 10 l/m2 d'eau par jour, indispensable au développement de la vie dans ces zones arides.

## Histoire
On estime que la formation du désert du Namib a commencé il y a environ 55 millions d'années.

## Géographie

### Topographie
Le désert occupe une superficie d’environ 80 900 km2. Il s’étend sur plus de 1 500 km le long d’une bande côtière nord-sud large de 80 à 160 km qui longe l’océan Atlantique. À l’est, une zone de transition semi-aride est bordée par un plateau montagneux. Au sud, le désert du Namib se fond progressivement avec le désert du Kalahari. La superficie exacte varie suivant que l'on considère uniquement le parc national de Namib-Naukluft ou si l'on y inclut aussi le parc national de Skeleton Coast au nord (jusqu'au fleuve Carunjamba en Angola) et la zone interdite (Sperrgebiet) au sud jusqu'à l'embouchure du fleuve Orange ou même du fleuve Olifants en Afrique du Sud.
Le désert est traversé par plusieurs cours d'eau éphémères qui sont pratiquement toujours à sec. Dans la partie au sud du fleuve Kuiseb se trouve une immense zone de dunes mobiles qui s’étend sur 300 km vers le sud. Certaines de ces dunes — telles celles de Sossusvlei — atteignent 300 m de haut et figurent parmi les plus hautes dunes du monde. Leur couleur rouge est due à l'oxyde de fer. Au nord du Kuiseb, les dunes font place à une plaine de gravier parsemée de rochers.

Coucher de soleil dans le désert du Namib. Août 2018.

### Climat
Les pluies sont rares et irrégulières. Le courant de Benguela venant de l’Antarctique maintient un climat frais toute l’année dans la zone côtière. Il est aussi responsable de brouillards fréquents qui apportent un peu d’humidité dans le désert jusqu’à 50 km de la côte. Au-delà, les variations thermiques sont plus marquées.

### Écosystème
À cause de l’absence d’eaux de surface permanentes, l’humidité apportée par les brouillards marins joue un rôle vital : le brouillard est la seule source d'eau pour les organismes vivant dans ce désert.

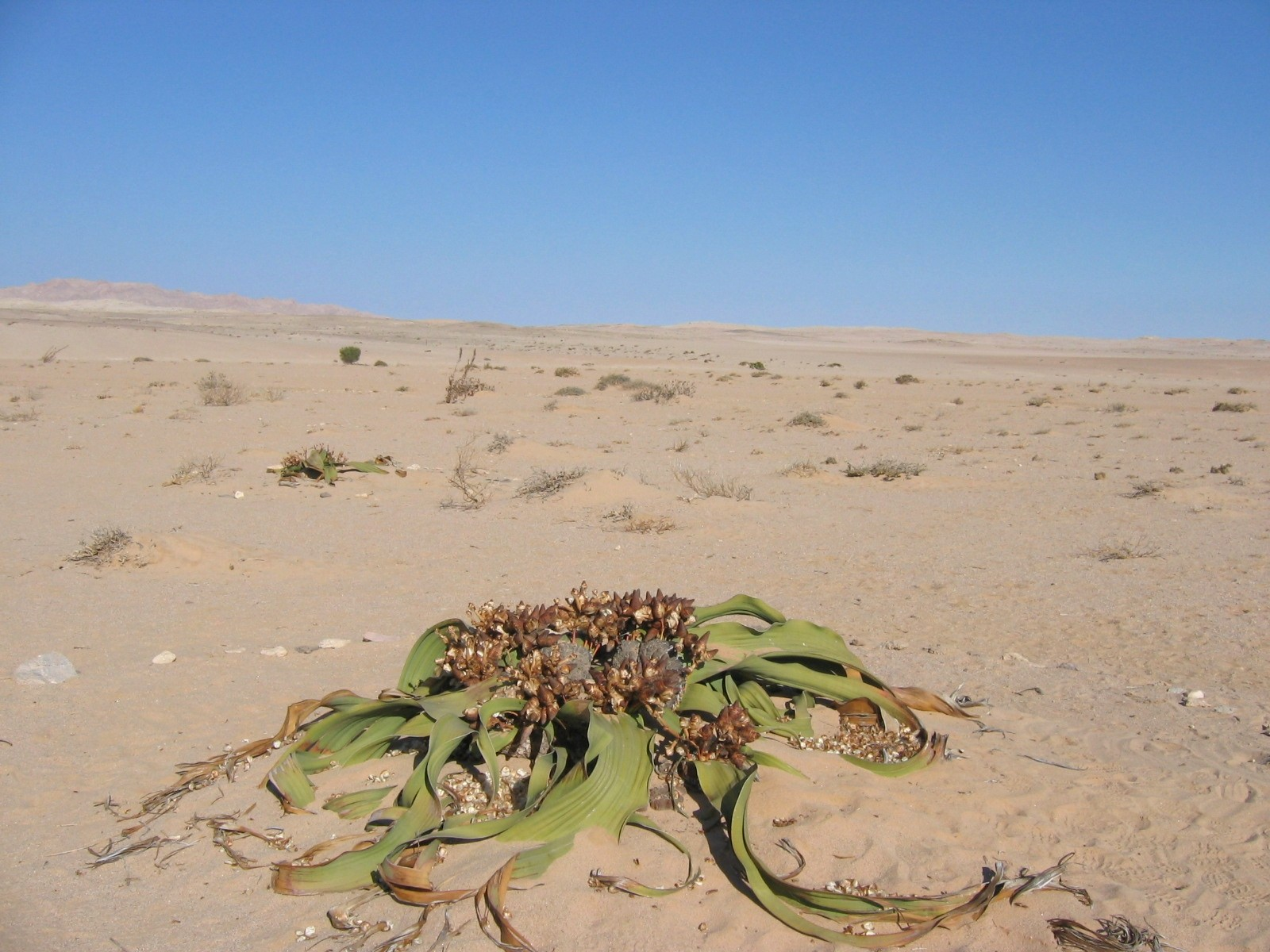
Welwitschia mirabilis

L’espèce végétale la plus remarquable est la Welwitschia mirabilis qui est endémique au désert du Namib et au Kaokoland voisin. Cette plante rare ne possède que deux très longues feuilles et peut vivre jusqu’à 2 500 ans. D’autres espèces typiques sont le nara (Acanthosicyos horridus) , un melon rond épineux, le dollar-bush (Zygophyllum stapfii), un arbuste qui doit son nom à ses feuilles rondes de la taille d’une pièce d’un dollar et l’arbre-carquois ou kokerboom (Aloidendron dichotomum). De nombreux lichens colorés prolifèrent également dans les plaines côtières au nord de Swakopmund.
D’une manière générale, la végétation est extrêmement rare dans le milieu dunaire du Namib méridional. La végétation est plus étendue dans les zones moins arides au nord et à l’est, avec différentes variétés de buissons nains et même d’arbres (acacias).

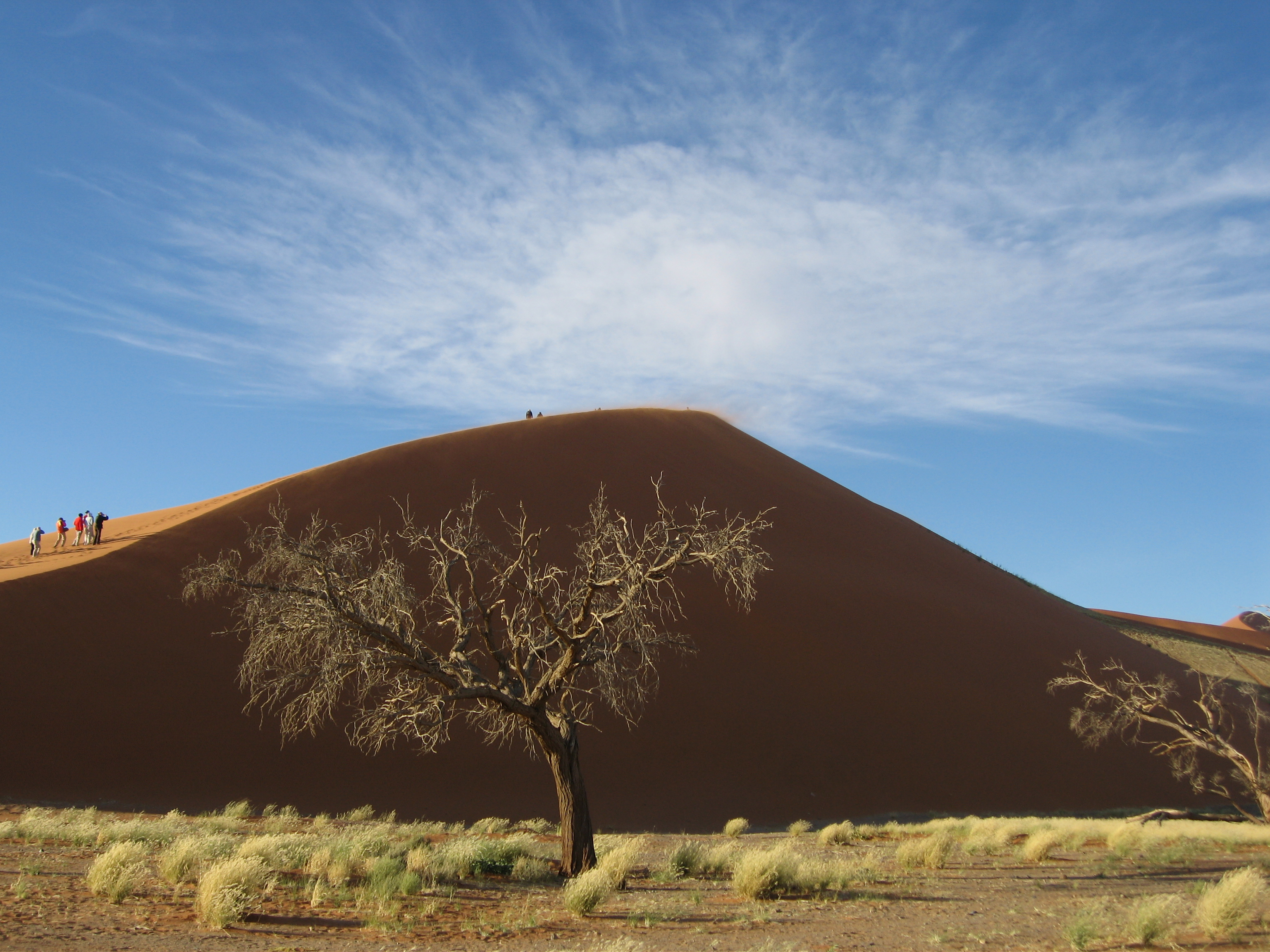
Une grande dune à Sossusvlei.

De nombreux reptiles (lézards, geckos) et petits rongeurs (gerbilles, taupes…), dont certains endémiques, y vivent. Les grands mammifères sont rares, les seules espèces adaptées à cet environnement très rude étant l’Oryx gazelle ou gemsbok et dans une moindre mesure le springbok (Antidorcas marsupialis). Y survivent notamment quelques groupes d'éléphants du désert. Il existe aussi une petite communauté d'environ 50 familles de chevaux sauvages qui vivent dans un secteur de 40 000 hectares du désert et qui survivent depuis une centaine d'années grâce à un puits d’eau installé pour ravitailler les trains durant l’époque de la colonie. Parmi les prédateurs, on trouve les hyènes tachetées (Crocuta crocuta) et hyènes brunes (Hyaena brunnea), des lions ainsi que des renards. La faune aviaire est assez limitée et se concentre dans la bande côtière.
Le courant froid de Benguela riche en plancton entraîne la présence de nombreuses espèces de poissons (anchois, sardines). La colonie d’otaries à fourrure (Arctocephalus pusillus) de Cape Cross compte près de 100 000 individus ; c’est l’une des plus importantes d’Afrique australe.

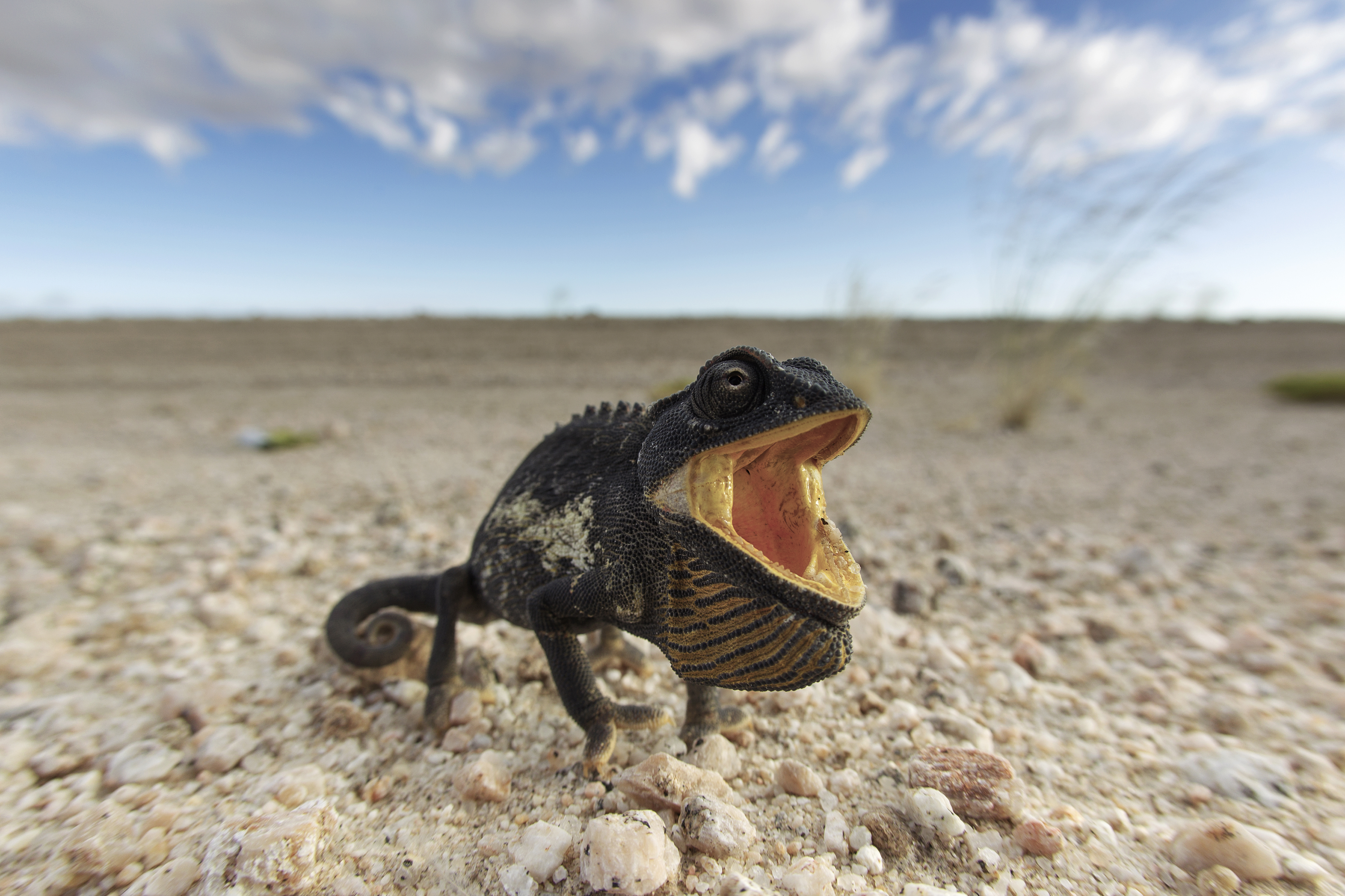
Un Chamaeleo namaquensis en posture menaçante, dans le désert du Namib
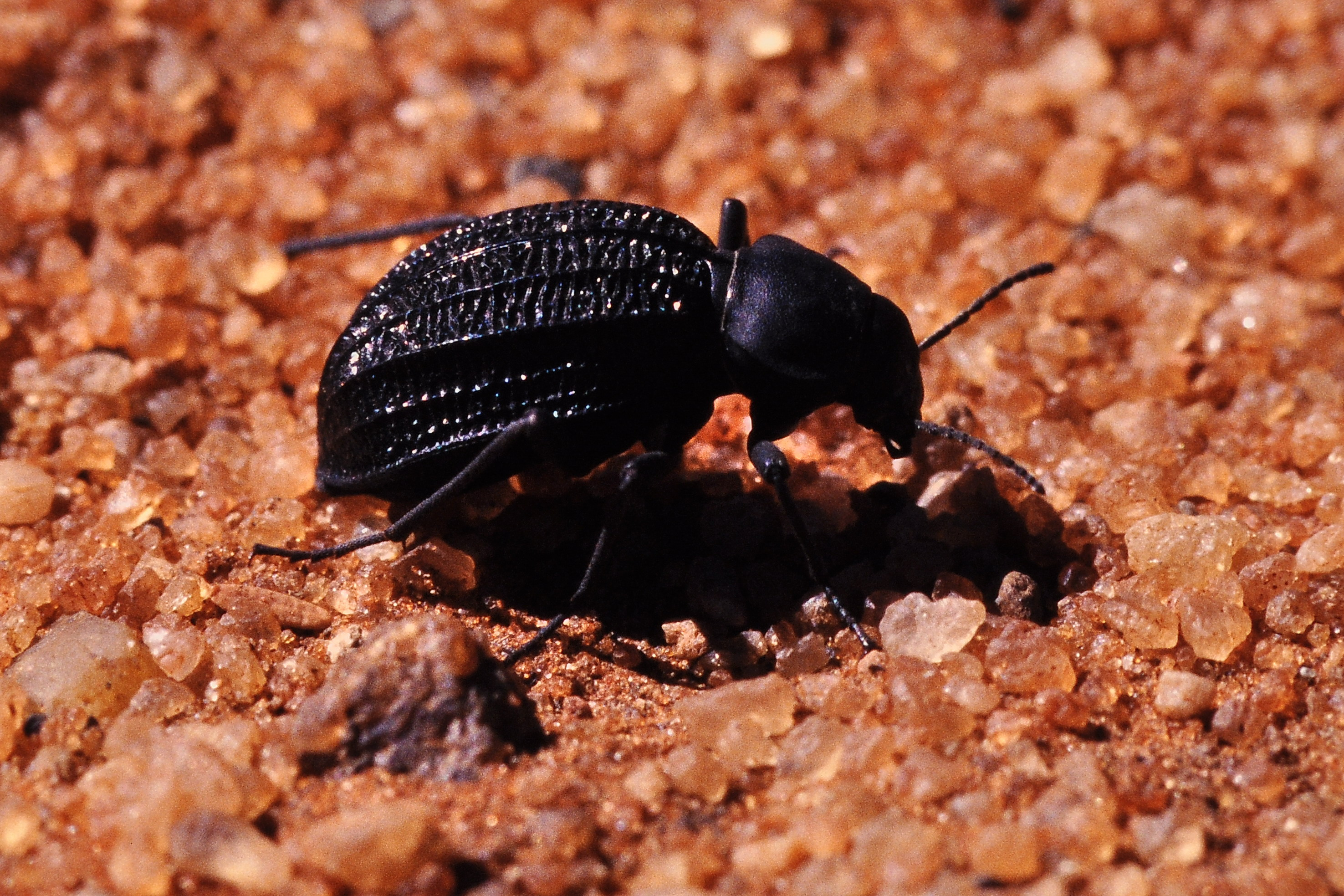
Un ténébrion du désert (Onymacris unguicularis), dans le désert du Namib

### Sites remarquables

#### Sossusvlei (Sesriem)

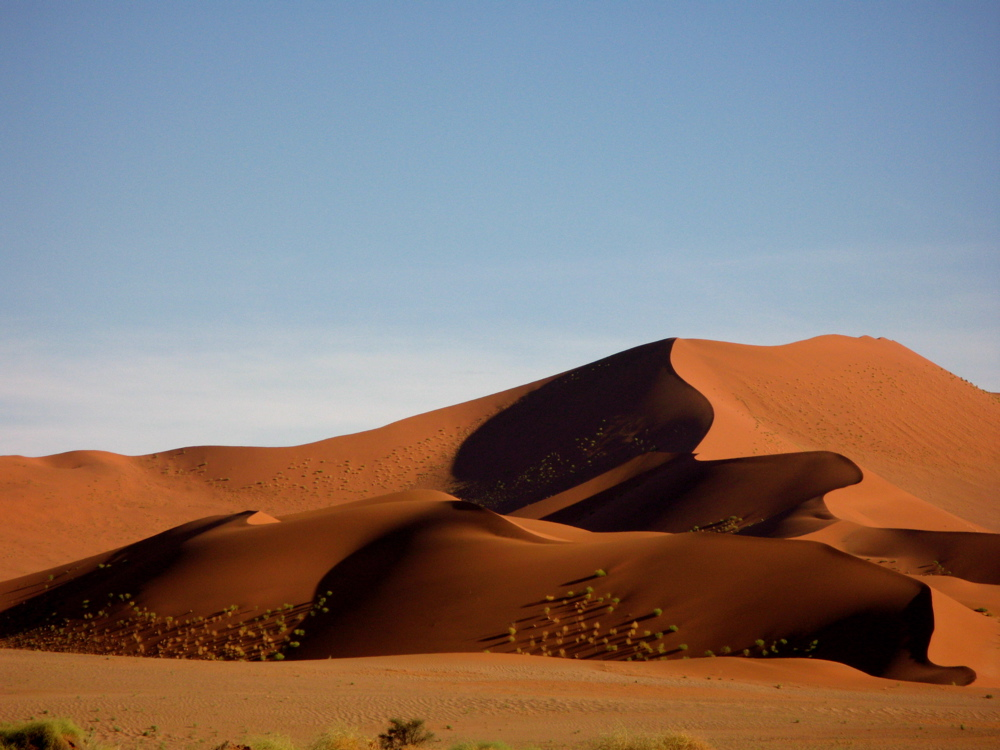
Dunes de Sossusvlei dans le désert du Namib.

C’est la partie la plus accessible de la mer de sable. Une route de 65 km dans le Parc national du Namib-Naukluft permet d’accéder à partir de Sesriem aux magnifiques dunes orange de Sossusvlei. Au pied des dunes se trouvent les vlei, des étendues plates rarement remplies d’eau. La plus célèbre est Dead Vlei avec ses arbres morts en contrebas de l'immense dune Big Daddy.
À Sesriem, un canyon profond de 40 m et long de 3 km a été sculpté autrefois par la rivière Sesriem.

#### Côte des Squelettes
La côte du Kaokoland et, par extension, toute la côte namibienne portent le nom de côte des Squelettes, évocateur du sort des infortunés naufragés, à la suite de la combinaison d’un fort courant marin, de brouillards fréquents et d’une côte désertique inhospitalière. La côte est parsemée d’os de baleines et d’épaves de navires échoués et partiellement recouverts par le sable.

#### Cape Cross
Le navigateur portugais Diogo Cão fit ériger à cet endroit une croix de pierre (padrao) en 1486 pour marquer le point le plus au sud jamais atteint par des Européens en Afrique à cette date. Aujourd’hui, Cape Cross abrite une très importante colonie d’otaries à fourrure (Arctocephalus pusillus).

## Démographie
Le désert est quasiment inhabité, à part quelques communautés et villes côtières isolées telles que Swakopmund, Walvis Bay et Lüderitz.

## Ressources naturelles
Il existe d'importants gisements alluvionnaires de diamants dans une zone interdite (Sperrgebiet) réservée à l’exploitation minière au sud de Lüderitz. D’autres ressources minérales sont également exploitées, essentiellement le tungstène. On compte également la mine d'uranium de Rössing, près de Swakopmund, et la mine d'uranium de Trekkopje.

### Filmographie
- Le Namib : un désert original, d'Alain Devez, SFRS, 1981, 24 min (édité en DVD)
- Surprenant désert, d'Alain Devez, CNRS, 1989, 52 min
- L'homme des déserts dans les dunes du Namib, de Jérôme Sesquin avec la participation de Philippe Frey, EDITEL/FRANCE 5, décembre 2008, 52 min